# Marsz Równości w Białymstoku

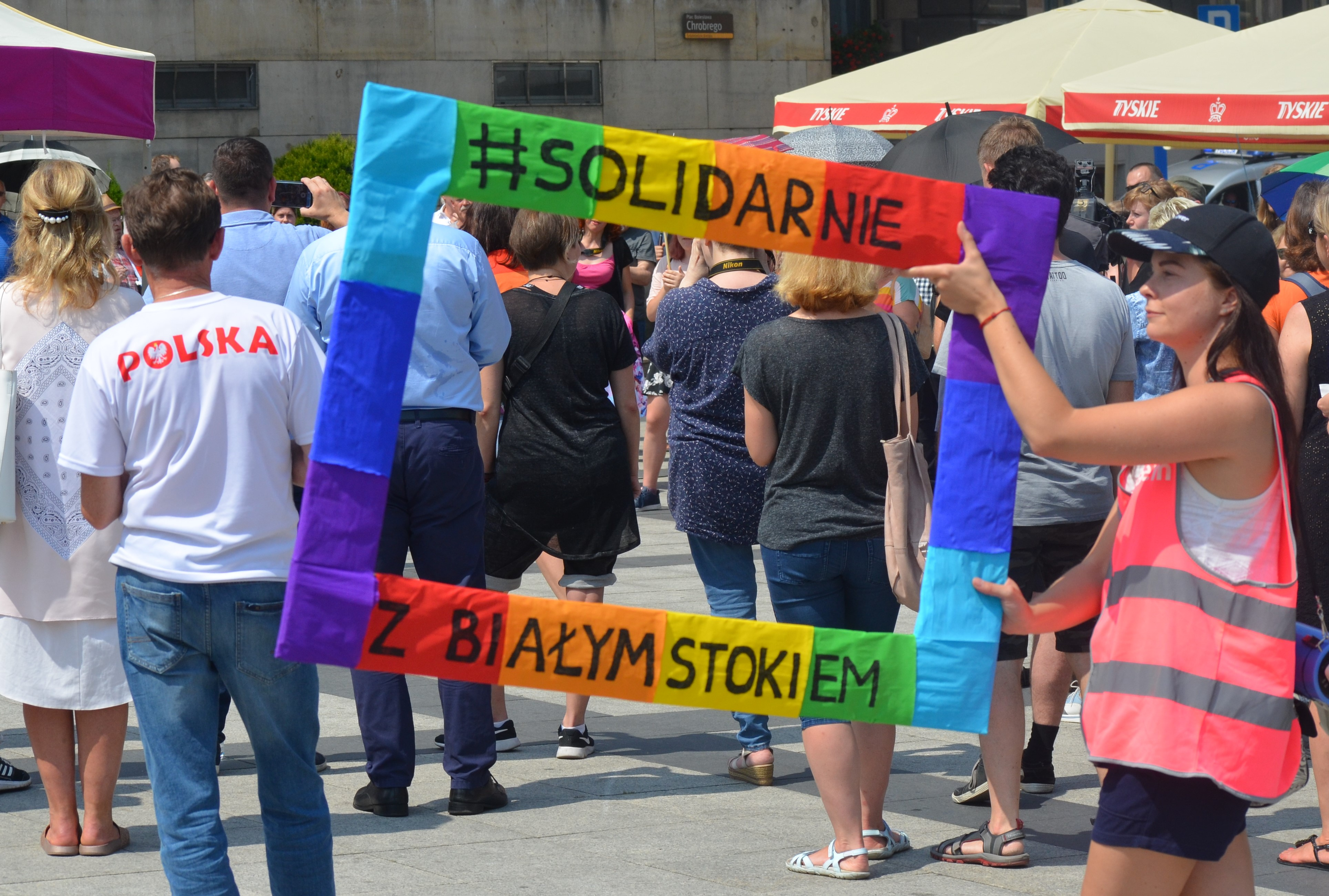
Polska Przeciwko Przemocy, Solidarność z Białymstokiem demonstracja

Marsz Równości w Białymstoku – parada równości w Białymstoku. Pierwsze takie wydarzenie odbyło się w 2019 roku i było szeroko komentowane w mediach ze względu na akty agresji ze strony kontrmanifestantów.

## Tło

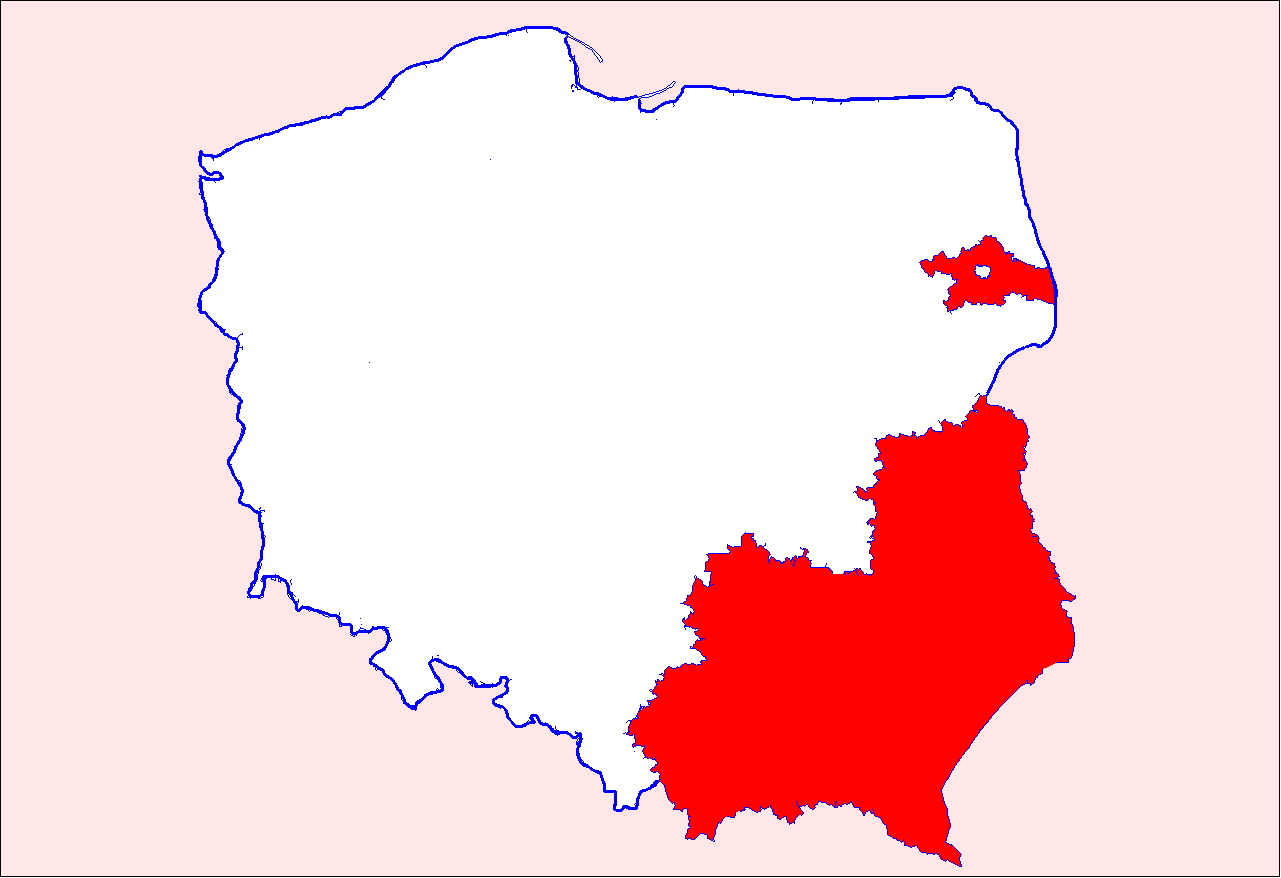
Mapa strefy wolnych od LGBT ogłoszone (od lipca 2019 r.) na poziomie województwa lub powiatu zaznaczone na czerwono.

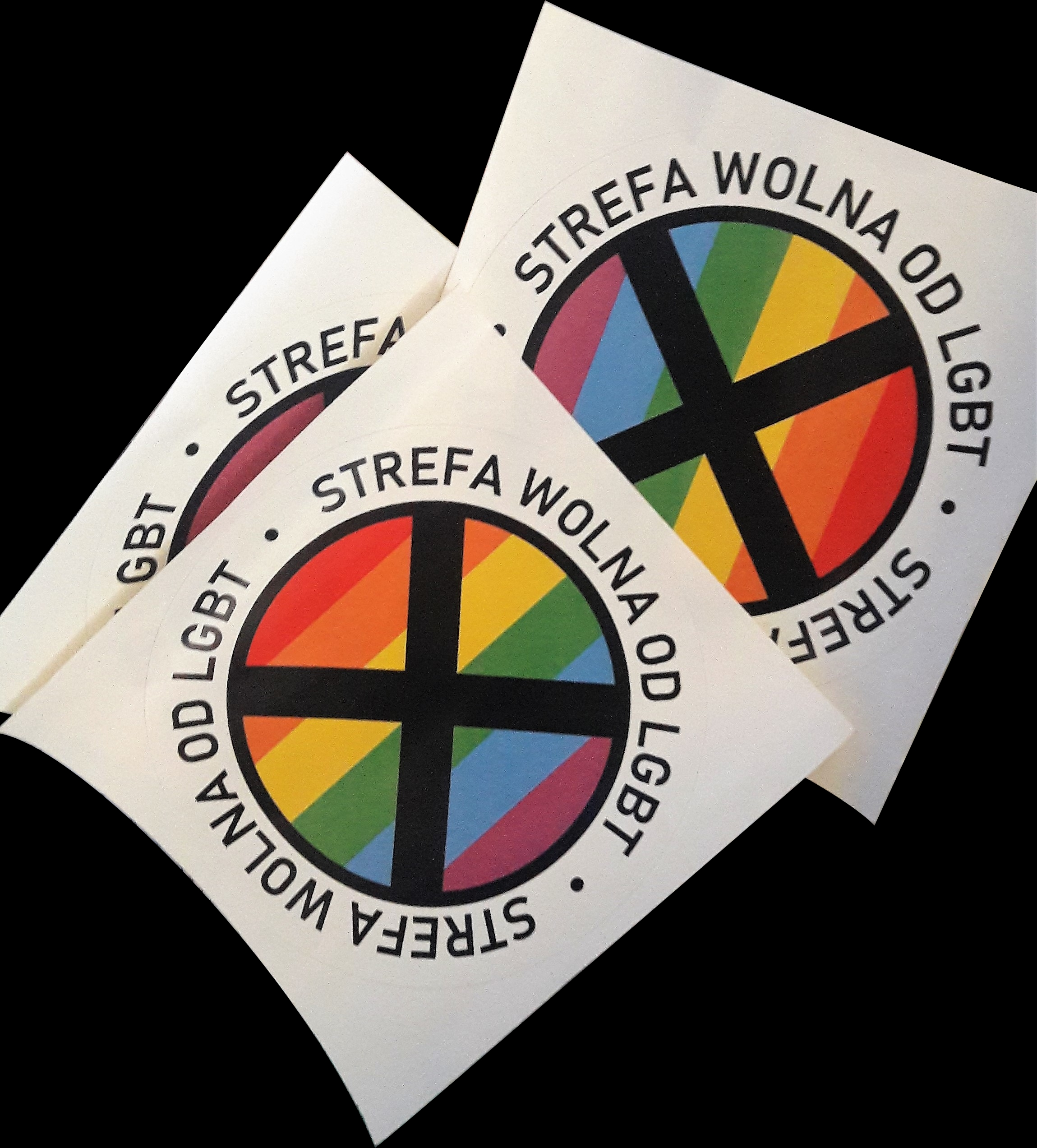
Naklejki „Strefa wolna od LGBT” dystrybuowane przez Gazetę Polską

Białystok leży w województwie podlaskim, które jest uważane za pas biblijny Polski i bastion partii Prawo i Sprawiedliwość (PiS). Okoliczny powiat białostocki został w 2019 r. ogłoszony strefą wolną od LGBT, podobnie jak inne regiony w Polsce. Prezydent Białegostoku Tadeusz Truskolaski był natomiast politykiem niezależnym, o poglądach bardziej tolerancyjnych.
W lutym 2019 r. prezydent Warszawy podpisał deklarację popierającą prawa osób LGBT i zobowiązał się do włączenia edukacji seksualnej do szkół zgodnie z wytycznymi Światowej Organizacji Zdrowia. Deklaracja rozwścieczyła konserwatystów i stała się okrzykiem bojowym w polityce konserwatywnej i mediach. Podczas gdy w okresie poprzedzającym wybory parlamentarne w 2015 r. PiS angażował się w retorykę antymuzułmańską, w miesiącach poprzedzających wybory parlamentarne w 2019 r. PiS skupił się na prawach osób LGBT. Lider PiS Jarosław Kaczyński powiedział, że „ideologia LGBT" została sprowadzona do Polski z zagranicy i stanowi zagrożenie dla polskiej tożsamości i narodu.
Wiele osobistości Kościoła katolickiego w Polsce wypowiadało się przeciwko prawom osób LGBT w Polsce. W odpowiedzi na przeciwne osobom homoseksualnym i gender wystąpienia Kościoła i PiS w Polsce zaplanowano na 2019 r. około 24 marszów równości.
Arcybiskup Tadeusz Wojda wydał 7 lipca 2019 r. orędzie, które miało zostać odczytane we wszystkich kościołach Białegostoku i całego województwa podlaskiego. Przywołał pamięć o zmaganiach Polski z komunizmem, posługując się łacińską frazą non possumus (w przybliżeniu „nie możemy pozwolić”), której polski kardynał Stefan Wyszyński użył w historycznym proteście, który doprowadził do jego aresztowania w 1953 r. Napisał, że marsze dumy są „bluźnierstwem przeciwko Bogu” i opisał marsz jako zorganizowany „przez obcą inicjatywę na ziemi i wspólnocie podlaskiej, która jest głęboko zakorzeniona w chrześcijaństwie i troszczy się o dobro własnego społeczeństwa, zwłaszcza dzieci”. W przeciwieństwie do prawicowych i centrowych prezydentów miast w innych częściach Polski, którzy próbowali zakazać marszów równości, prezydent Białegostoku zezwolił na ich odbycie się, mimo powszechnej krytyki ze strony działaczy PiS.
Zdaniem Rafała Pankowskiego ze Stowarzyszenia „Nigdy Więcej” Białostocczyzna jest silnie związana ze skrajną prawicą: „W Podlaskiem popełniono wiele aktów agresji ksenofobicznej w porównaniu z innymi regionami Polski”.
Według policji w dniu marszu zarejestrowano 32 demonstracje, głównie przeciwko niemu. Kontrmanifestacje obejmowały czuwanie modlitewne przy Bazylice Katedralnej Wniebowzięcia Najświętszej Marii Panny w Białymstoku oraz towarzyszący mu piknik przy Pałacu Branickich w Białymstoku, zorganizowany przez marszałka Podlasia Artura Kosickiego, w ramach którego odbyły się występy pułku wojskowego i muzyków ludowych oraz rozstawiono dmuchane zamki.
Przed marszem w mieście rozdawano ulotki informujące, że jest ono „skażone wirusem LGBT”. Gazeta Polska poinformowała o planach dystrybucji naklejek „Strefa wolna od LGBT” razem z gazetą.

## Pierwszy marsz
Pierwszy Marsz Równości w Białymstoku odbył się 20 lipca 2019 roku.
Według Jacka Dehnela miał on wygłosić przemówienie na otwarciu pochodu na placu przy ulicy Skłodowskiej, jednakże uczestnicy marszu już przed oficjalnym rozpoczęciem pochodu spotkali się z przemocą, a atmosfera zamieszek na to nie pozwoliła.
W marszu wzięło udział od 800 do 1000 osób, którym przeciwstawiły się tysiące członków skrajnie prawicowych grup i innych osób, którzy rzucali w uczestników kamieniami, butelkami i petardami. Policja oszacowała, że w proteście wzięło udział około 4000 kontrmanifestantów. Kontrmanifestanci skandowali „Białystok wolny od zboczeńców” i „Bóg, honor i ojczyzna”, a z bloków mieszkalnych wzdłuż trasy marszu rzucano w uczestników przedmiotami. Uczestnicy marszu przemaszerowali około 3 kilometrów przez centrum miasta, wznosząc okrzyki „Polska wolna od faszystów”.
Około godziny 17:00 marsz zakończył się po rozpędzeniu przez policję skrajnie prawicowych demonstrantów przy użyciu gazu pieprzowego i granatów hukowych. Aby uniknąć ataków po wyjściu z marszu, niektórzy uczestnicy schowali flagi LGBT i zmyli makijaż, aby nie rzucać się w oczy.
Zatrzymano ponad 30 osób za napaść na policję lub uczestników marszu równości. 
Rannych zostało kilkudziesięciu uczestników marszu. Amnesty International skrytykowała reakcję policji, twierdząc, że nie zapewniła ona ochrony uczestnikom marszu i „nie zareagowała na przypadki przemocy”.

### Następstwa

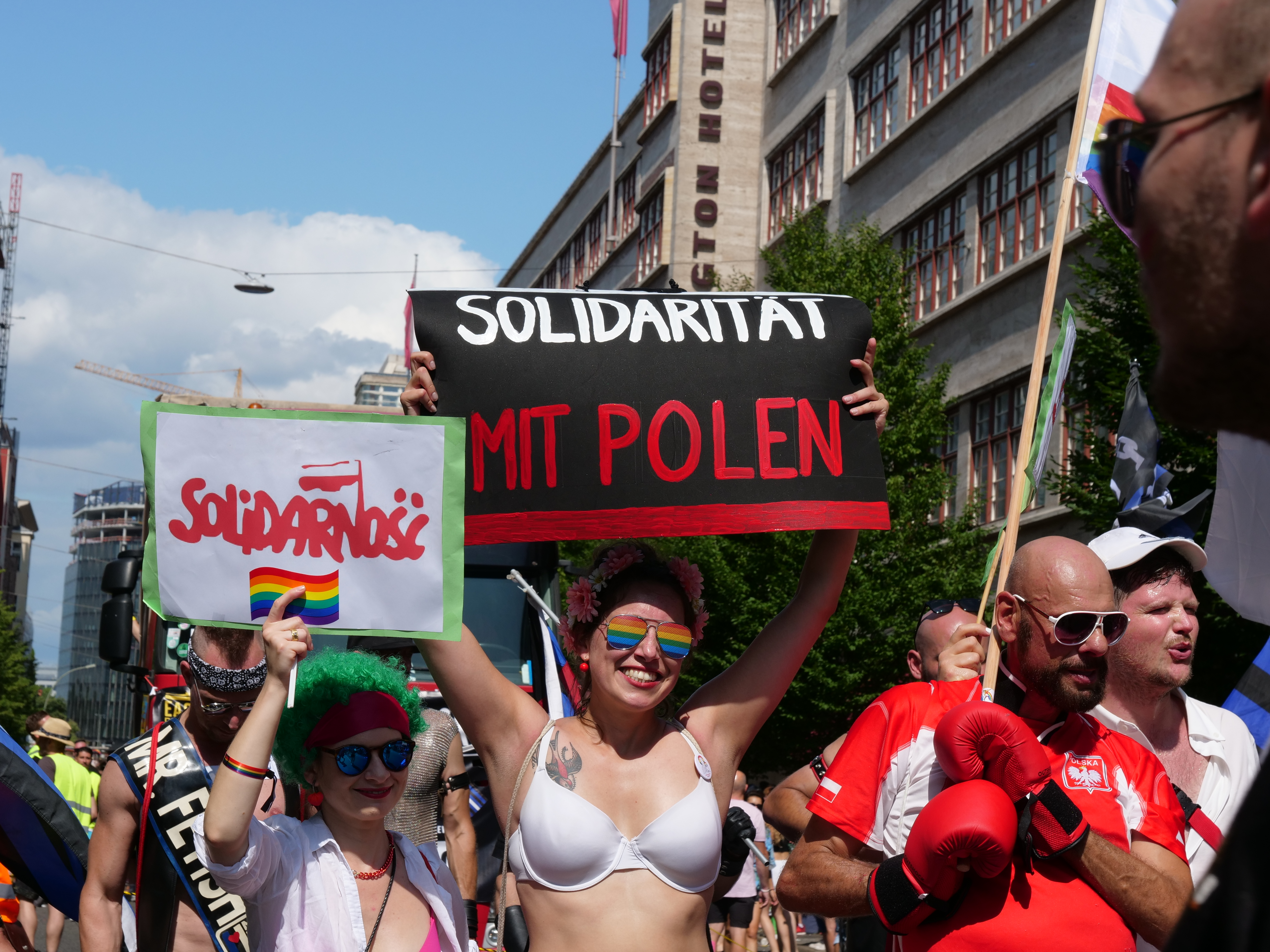
Uczestnicy marszu Christopher Street Day 2019 trzymają transparenty Solidarności z Polską po ataku w Białymstoku

Według „New York Timesa” podobnie jak demonstracja „Unite the Right” w Charlottesville zszokowała Amerykanów, przemoc w Białymstoku wzbudziła zaniepokojenie opinii publicznej, którzy sprzeciwiali się osobom homoseksualnym i ideologii gender. Choć polski rząd potępił przemoc podczas marszu, zasugerował również, że aktywiści LGBT próbowali sprowokować uczestników. Pod koniec lipca Ministerstwo Spraw Wewnętrznych poinformowało o zidentyfikowaniu 104 osób, które złamały prawo podczas marszu, i podjęło działania egzekucyjne wobec 77 z nich.
Michael Roth, niemiecki minister stanu ds. Europy, potępił atak i stwierdził, że porusza kwestię praw osób homoseksualnych w każdej dyskusji ze swoimi polskimi odpowiednikami.
Tysiące ludzi wyszło na ulice Warszawy, aby zaprotestować przeciwko przemocy w Białymstoku. 23 lipca 2019 r w Gdańsku odbyła się demonstracja na rzecz tolerancji pod nazwą "Strefa wolna od stref". W Szczecinie odbyła się demonstracja pod hasłem "Strefa wolna od nienawiści", a w Łodzi politycy lewicowi rozdawali naklejki z napisem „strefa wolna od nienawiści”. Tydzień po wydarzeniach w Białymstoku odbył się protest lewicowy przeciwko przemocy podczas marszu. Podczas Christopher Street Day w lipcu 2019 r. uczestnicy zorganizowanego przez Die Linke marszu nieśli transparenty wyrażające solidarność z Białymstokiem. Jeden z uczestników marszu niósł transparent z Tęczową Madonną, na znak solidarności z Elżbietą Podleśną, która została aresztowana w maju 2019 r. za wieszanie transparentów z tym wizerunkiem.
Arcybiskup Tadeusz Wojda, dwa dni po wydarzeniu, w krótkim oświadczeniu potępił przemoc jako niezgodną z chrześcijaństwem, ale wezwał także wiernych do modlitwy za „rodzinę i jej wewnętrzną czystość”.
Polski magazyn „Sieci ” zamieścił na okładce artykuł zatytułowany „Nadchodzi potężny atak na Polskę”, w którym oskarżono opozycję liberalną o próbę zdyskredytowania rządu. 
Aktywiści LGBT stwierdzili, że PiS i Kościół stworzyły atmosferę radykalizacji, mówiąc, że rząd podsycał „nastrój pogromowy ” wobec gejów. 
W odpowiedzi na ataki na polską społeczność LGBT, globalna grupa All Out LGBT+-rights rozpoczęła kampanię w Polsce. Dyrektor programowy All Out Mathias Wasik stwierdził: „Ostatnio byliśmy szczególnie zaniepokojeni eskalacją ataków na osoby LGBT w Polsce. Politycy prawicowi i przedstawiciele Kościoła katolickiego wykorzystują tę kwestię do realizacji własnych celów politycznych. A ich słowa wywołujące podziały są kontynuowane przez działania pełne nienawiści, jak widzieliśmy podczas ataków na marsz równości w Białymstoku”. 

## Kolejne marsze
W 2020 marsz się nie odbył z powodu pandemii COVID—19. Drugi marsz odbył się 9 października 2021, wzięło w nim udział około 2 tysiące osób, w tym grupa dyplomatów z różnych krajów,  m.in. ze Szwecji, Australii, Królestwa Niderlandów i Belgii. Pomimo kontrmanifestacji marsz odbył się bez większych incydentów.
W 2022 marsz nie odbył się z powodu problemów w zarządzie organizacji Tęczowy Białystok. Trzeci marsz Równości przeszedł przez Białystok 23 września 2023, jego trasę zmieniono ze względów bezpieczeństwa, a zabezpieczało go ponad 500 policjantów. W zgromadzeniu wzięło udział około 700 osób. Na czwarty marsz, który odbył się 28 września 2024, przyszło około 300 osób.